# Fucilieri lettoni
I fucilieri lettoni (in lettone: Latviešu strēlnieki e in russo Латышские стрелки?) furono delle formazioni militari che iniziarono a comporsi intorno al 1915 in Lettonia con lo scopo di difendere i territori del Baltico dalle minacce dell'Impero tedesco durante la prima guerra mondiale.
Inizialmente formati da volontari, i battaglioni dal 1916 iniziarono a comporsi da coscritti dalla popolazione lettone. Fu così che circa 40.000 soldati vennero arruolati all'interno della divisione dei fucilieri lettoni.
Dal 1915 al 1917 questi battaglioni combatterono nell'esercito imperiale russo contro i tedeschi, sul fronte lungo il fiume Daugava. Tra il dicembre 1916 e il gennaio 1917 soffrirono pesanti perdite durante l'offensiva di Natale, iniziata con una sortita di sorpresa contro i tedeschi; inizialmente i fucilieri lettoni ebbero successo ma non avendo insistito con l'offensiva vennero costretti alla ritirata, subendo un grave contraccolpo strategico ed una gravissima perdita in uomini (circa 9.000 caduti sui 26.000 complessivi dell'intero esercito zarista). 
Questa forte sconfitta scatenò un diffuso malcontento tra i battaglioni dei fucilieri lettoni sia contro i generali russi che contro lo zar, che portò lentamente gli appartenenti a questa forza militare a schierarsi a favore dei bolscevichi che sostenevano il ritiro dal fronte.

## Fucilieri lettoni rossi
Nel 1917 un ampio contingente di fucilieri lettoni si schierò a favore dei bolscevichi, formando lo schieramento dei cosiddetti fucilieri lettoni rossi (in lettone Latviešu sarkanie strēlnieki), che parteciparono con successo alla guerra civile russa. Il 26 novembre 1917, poche settimane dopo la rivoluzione d'ottobre, a Pietroburgo arrivò il 6º reggimento Tukums dei fucilieri lettoni, che assunse direttamente il compito della difesa personale di Vladimir Lenin. Davanti alla porta dellìufficio di Lenin allo Smol'nyj si schieravano di guardia i fucilieri lettoni per proteggere il capo del partito bolscevico in quei giorni cruciali per la rivoluzione comunista. Il reggimento dei fucilieri lettoni accompagnò Lenin e tutto il governo bolscevico anche nel viaggio in treno che nel 1918 di fatto trasferì l'esecutivo e il comando russo da Pietroburgo a Mosca.
I battaglioni lettoni parteciparono alla soppressione delle sommosse anti-bolsceviche a Mosca e Jaroslavl' nel 1918, e combatterono contro i generali dell'Armata Bianca Denikin, Judenič e Vrangel'. Nel 1919 questi battaglioni vennero insigniti del più alto riconoscimento militare dell'epoca, la Bandiera Rossa d'Onore di Vtsik. In seguito l'ufficiale dei fucilieri lettoni Jukums Vācietis divenne comandante in capo dell'Armata Rossa. Nel 1919 i fucilieri lettoni vennero coinvolti in un tentativo di insediare il potere sovietico in Lettonia, ma vennero sconfitti dai volontari tedeschi del Baltico nella Lettonia occidentale, e dai volontari polacchi e dal nuovo esercito lettone in Lettonia orientale. Nel 1920, dopo la firma del trattato di pace tra bolscevichi e Lettonia, tornarono in patria circa 11.395 soldati, mentre altri restarono in servizio presso l'Armata Rossa; molti di essi furono arrestati e giustiziati durante le grandi purghe staliniste, quando i comunisti di etnia lettone divennero vittime designate di questo processo.
Nel 1967 ai fucilieri lettoni rossi è stato intitolato il 13º Reggimento fucilieri delle guardie, in seguito trasformato nella 25ª Brigata fucilieri motorizzata delle guardie.
Dopo la caduta del regime sovietico, il ruolo storico dei fucilieri lettoni è divenuto un punto critico nel dibattito politico e storico in Lettonia. Esistono accesi dibattiti sulla demolizione o meno della statua dedicata ai fucilieri lettoni rossi eretta a Riga, poiché questi ultimi sono considerati simpatizzanti comunisti, mentre altri li vedono in ogni caso come dei patrioti. Un segno dei mutamenti del tempo è anche il fatto che l'originario museo dedicato ai fucilieri lettoni rossi è ora occupato dal Museo dell'occupazione della Lettonia.

## Filmografia
- The Rifleman (Dveselu putenis) è un film del 2019, diretto da Dzintars Dreibergs.